# Pseuderanthemum tenellum
Pseuderanthemum tenellum är en akantusväxtart som först beskrevs av George Bentham, och fick sitt nu gällande namn av Ludwig Radlkofer. Pseuderanthemum tenellum ingår i släktet Pseuderanthemum och familjen akantusväxter. Inga underarter finns listade i Catalogue of Life.

## Bildgalleri

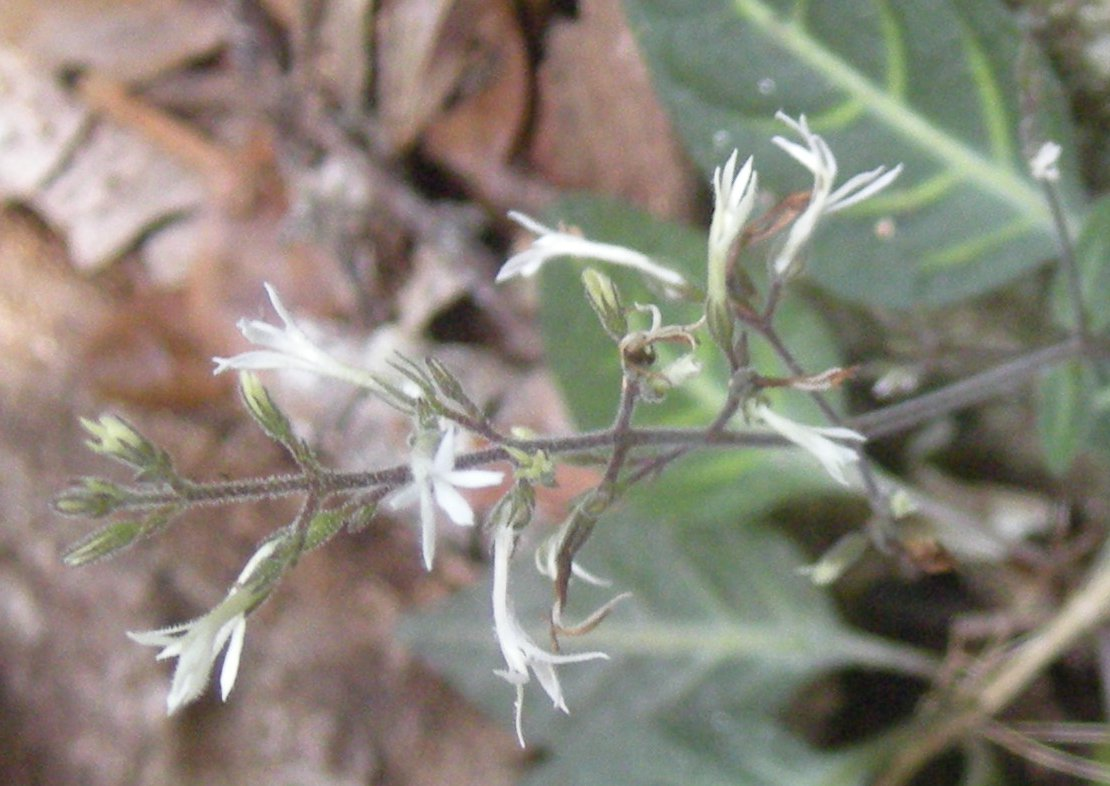
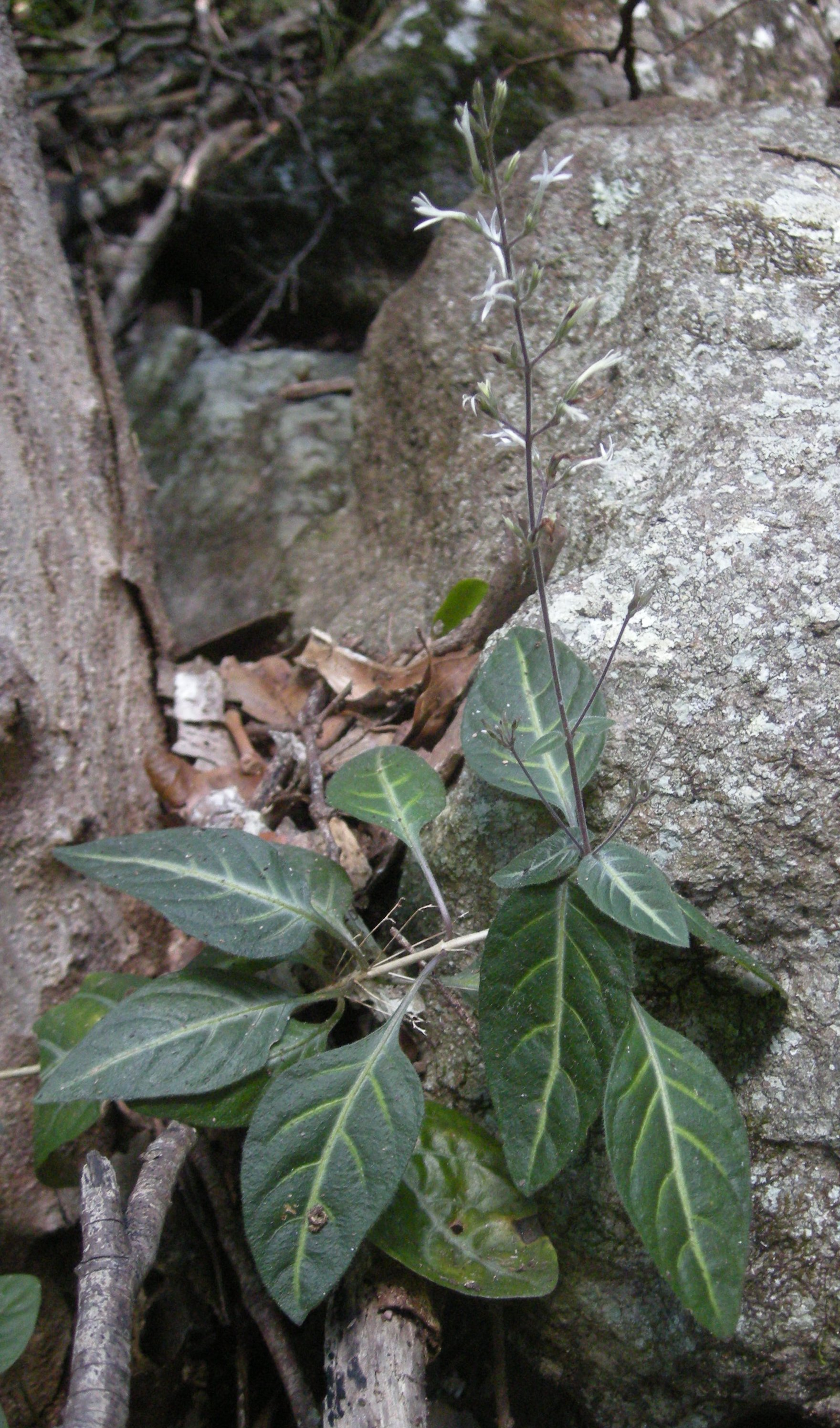